# Miljkovac (Bośnia i Hercegowina)
Miljkovac (cyr. Миљковац) – wieś w Bośni i Hercegowinie, w Republice Serbskiej, w mieście Doboj. W 2013 roku liczyła 838 mieszkańców.